# 競技場バザー
競技場バザー（きょうぎじょうバザー、原題：The Field Bazaar）は、アーサー・コナン・ドイルが、母校エディンバラ大学の交友誌『ザ・ステューデント』1896年バザー増刊号に掲載した短編小説。後述の北原訳では、『競技場（）バザー』との訳題で掲載されている。ホームズがワトスンの行動を推理する筋書きの、ドイル本人によるセルフパロディ作品で、シャーロック・ホームズシリーズの外典とされている。

## あらすじ
朝食を食べながら物思いに耽っていたワトスンへ、突然シャーロック・ホームズから「僕ならきっとそうするね」と声が掛けられる。驚くワトスンへ、ホームズは彼が大学のクリケット競技場拡張のために、母校エディンバラ大学のバザーへの協力を頼まれたと言い当て、自分の推理の端緒を語る。
ワトスンのもとへ届いたばかりの封筒には、彼のコレッジ時代の帽子と同じ模様が付いていた。手紙には「博士（）」と書かれており、ワトスン宛の非公式書簡だと分かる。その後ワトスンが、学生時代クリケットチームの一員として撮った写真を眺めたことから、ホームズは競技場の一件を言い当てる。
更にホームズが、ワトスンがクラブ誌に寄稿を求められたこと、今回の推理がよい題材になると考えたことを言い当て、結びとなる。

## 背景・位置づけ
この作品は、ドイルの母校エディンバラ大学の交友誌『ザ・ステューデント』の1896年バザー増刊号（11月20日号）に掲載された。大学の競技場拡張を行う資金集めのためにバザーが開催されたという筋書きは、実際の出来事を物語に反映させたものである。エディンバラ大学の競技場観客席が増設されることになり、資金集めのバザーに合わせて発行された増刊号に、ドイルが寄稿したのである。
ホームズが1893年に『最後の事件』で「葬られて」から3年後に発表された。また、正式なホームズシリーズ作品の続編『バスカヴィル家の犬』（1901年発表）に先行して発表されている。このため、非常な短編で、なおかつ交友誌というかなりマイナーな媒体への掲載だったが、当時は「ホームズシリーズの続編」として話題になったという。
ワトスンの出身校は、『緋色の研究』時点ではロンドン大学とされているものの、この作品ではエディンバラ大学とされており、シャーロキアンの頭を悩ませている。この作品は先述の通り、ドイルの母校エディンバラ大学の競技場拡張に伴って執筆されているため、ドイル自身によるミスという可能性もある。またホームズはワトスンに対して、「君は医学士だから、『博士（）』を使うとは非公式の文書だな」と推理するが、ワトスンの出身校を述べた『緋色の研究』の一文で、彼が "[The] degree of Doctor of Medicine"（医学博士号）を取ったことを述べているため、齟齬が生じている。
文中、ワトスンは大学のクリケットチームに在籍していたとされるが、『サセックスの吸血鬼』でラガーマンだったことが語られるため、ここにも齟齬が発生している。『サセックスの吸血鬼』は1924年に発表され、最終の第5短編集「シャーロック・ホームズの事件簿」に収録された作品である。
ホームズの言う通り、クレモナはアマティ・グァルネリを始めとしたヴァイオリンの名産地である。正典『ボール箱』では、ホームズが、これらと並ぶクレモナの3大ヴァイオリン工房の1つストラディヴァリウス製のヴァイオリンを持っていると語られている。
2014年にBBCが放送したドラマ『SHERLOCK』シーズン3では、第2話『三の兆候』で、「花嫁はブライズメイドをぱっとしない人にしたがる」として、この作品の一節にオマージュをかけた台詞がある。

## 書誌情報
原文
- Arthur Conan Doyle (英語), The Field Bazaar, ウィキソースより閲覧。

訳本
- 北原尚彦・西崎憲 編『ドイル傑作選Ⅰミステリー篇』翔泳社、1999年12月5日。ISBN 9784881357385。 NCID BA4540366X。OCLC 675697763。全国書誌番号:20020619。[7]
  - 訳題『競技場（）バザー』、訳者：北原尚彦
- 北原尚彦・西崎憲 編『まだらの紐』東京創元社〈ドイル傑作集 1〉、2004年7月23日。ISBN 4-488-10110-0。 NCID BA81974019。OCLC 674684106。全国書誌番号:20644195。[8]
  - 訳題『競技場（）バザー』、訳者：北原尚彦、翔泳社版を再刊[9]
- アーサー・コナン・ドイル「競技場バザー」『小説新潮』2014年5月号、新潮社、2014年4月22日、JAN 4910047010541、ASIN B00JDPMG3M。[10][11]
  - 訳題『競技場バザー』、訳者：日暮雅通